# Euchlaena imitata
Euchlaena imitata är en fjärilsart som beskrevs av J. Peter Maassen 1890. Euchlaena imitata ingår i släktet Euchlaena och familjen mätare. Inga underarter finns listade i Catalogue of Life.